# Ombudsmann (Gambia)

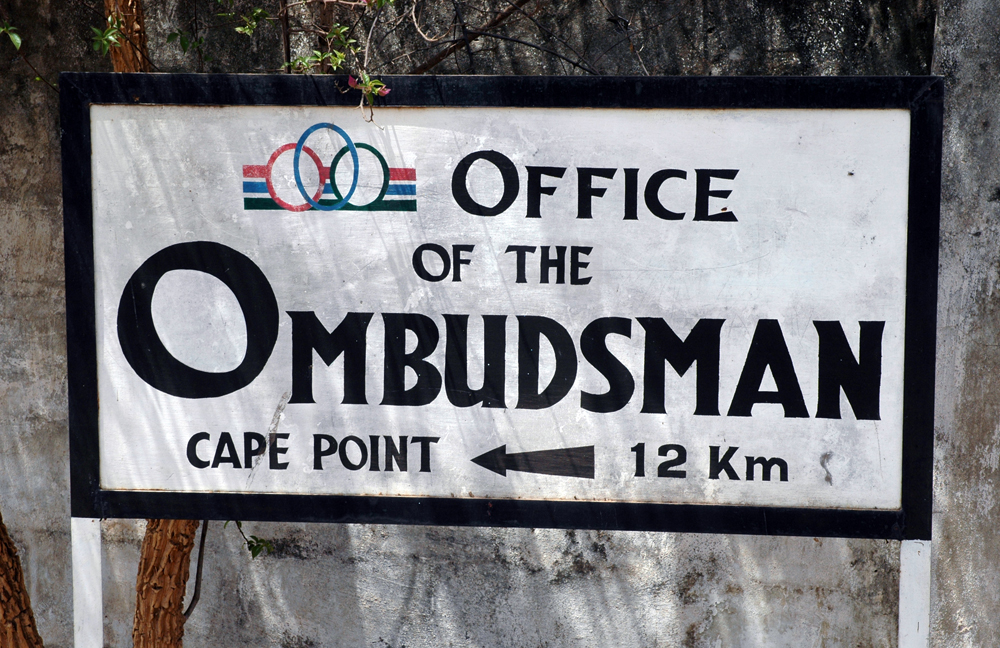
Hinweisschild zum Büro des Ombudsmanns

Der gambische Ombudsmann ist ein Beamter im öffentlichen Dienst des westafrikanischen Staates Gambia. Der Bürgerbeauftragte (englisch Ombudsman) hat die Funktion, Vorwürfe von Missständen, Misswirtschaft, Korruption, Diskriminierung sowie den Umgang mit den Menschenrechten und den Schutz der Grundrechte der Bürger zu untersuchen.
Das Büro des Ombudsmanns liegt in Bakau, an der Atlantic Road.

## Geschichte
Mit der Verfassung Gambias, die nach einem Referendum im Januar 1997 in Kraft trat, wurde die Funktion des Ombudsmanns im Kapitel X § 163, 164 und 165 vorgesehen. Im Mai 1999 ernannte Präsident Yahya Jammeh als ersten Ombudsmann Sam Sarr.
Am 27. Februar 2002 übergab Sarr seinen ersten Bericht über die Arbeit seines Büros an Jammeh. Der Bericht enthielt 105 Fälle, von denen 80 Prozent untersucht und abgeschlossen wurden.
Sarr starb 2006, als neuer Ombudsmann wurde im Dezember 2007 Alhagie B. Sowe ernannt.
Im August 2013 übernahm seine Stellvertreterin Fatou Njie-Jallow die Amtsgeschäfte und im November 2014 schließlich das Amt als Ombudsfrau. Sowohl in der Selbstdarstellung als auch in den Medien wird sie fast ausschließlich als Ombudsman und nur selten als Ombudswoman bezeichnet.
Ab 2016 wuchs die Zahl der Fälle deutlich. Waren es 2013 noch 95 Fälle, meldeten sich 2017 190 und 2018 411 Bürger mit ihren Anliegen. Njie-Jallow schrieb diesen Anstieg dem demokratischen Umfeld nach der Regierungsübernahme von Adama Barrow zu, welches es den Menschen ermögliche, ihre Rechte auszuüben. Im April 2019 forderte sie, ihr Mandat auch auf den Privatsektor auszuweiten, da dort die Anzahl der Beschwerden stark zunehme.
Zum 1. November 2019 ernannte Präsident Barrow den Beamten Baboucarr A. Suwareh zu Njie-Jallows Nachfolger. Am 18. Dezember wurde die Ernennung jedoch nicht wie erwartet vom gambischen Parlament bestätigt, sondern wegen Zweifeln an dessen Qualifikation an einen Ausschuss zur Beratung verwiesen. Am 27. Dezember lehnte die Nationalversammlung die Ernennung bei einer einzigen Pro-Stimme ab. Suwareh erhielt schließlich ab Februar 2020 eine Anstellung in der Public Service Commission. Die Position als Ombudsmann erhielt Ousman Nyang (Ousman G. M. Nyang), der ab 2014 stellvertretender Ombudsmann gewesen war und Ende 2019 übergangsweise die Behörde geleitet hatte.

## Amtsträger
- 1999–2006: Sam Sarr (1921–2006)
- 2007–2014: Alhagie B. Sowe (1939–2014)
- 2014–2019: Fatou Njie-Jallow[18]
- ab 2020: Bakary K. Sanyang (Stellvertreter: Ousman Nyang)